# 具志川城 (糸満市)
具志川城（ぐしかわぐすく、ぐしかわじょう）は、沖縄県糸満市喜屋武具志川原にあった城（グスク）。城跡は1972年（昭和47年）5月15日に国の史跡に指定された。

## 概要
具志川城跡は、沖縄本島最南端の糸満市喜屋武の海岸断崖に立地し、三方を海に囲まれている。城の規模は、東西が82 - 83メートル、南北は33メートル。内陸部から正門を入ると、一段下がった二の曲輪があり、広場を挟んで、海上に半島状に突き出す一の曲輪がある。一の曲輪がグスクの主郭で、建造物の跡が確認されている。二の曲輪には「ヒーフチミー（火吹き穴）」または「スーフチミー（潮吹き穴）」と呼ばれる穴があり、海岸へ通じている。正門には切石を用いた痕跡が残っている。
『久米島具志川間切旧記』（1743年編纂）によれば、久米島の具志川城城主・真金声（まかねごえ、まかねくい）按司が、伊敷索（いしきなわ）按司の二男・真仁古樽（まにくたる）按司に攻められて、本島のこの地に逃れ、同名の具志川城を築いたと伝承されている。発掘調査では青磁・白磁などの中国製陶磁器が出土しており、12世紀後半から15世紀中頃まで本城跡はグスクの機能を果たしていたと考えられる。
糸満市では国と県の補助により、2000年（平成12年）度から本城跡の保存修理事業を進めている。2014年（平成26年）度も継続中である。

## ギャラリー

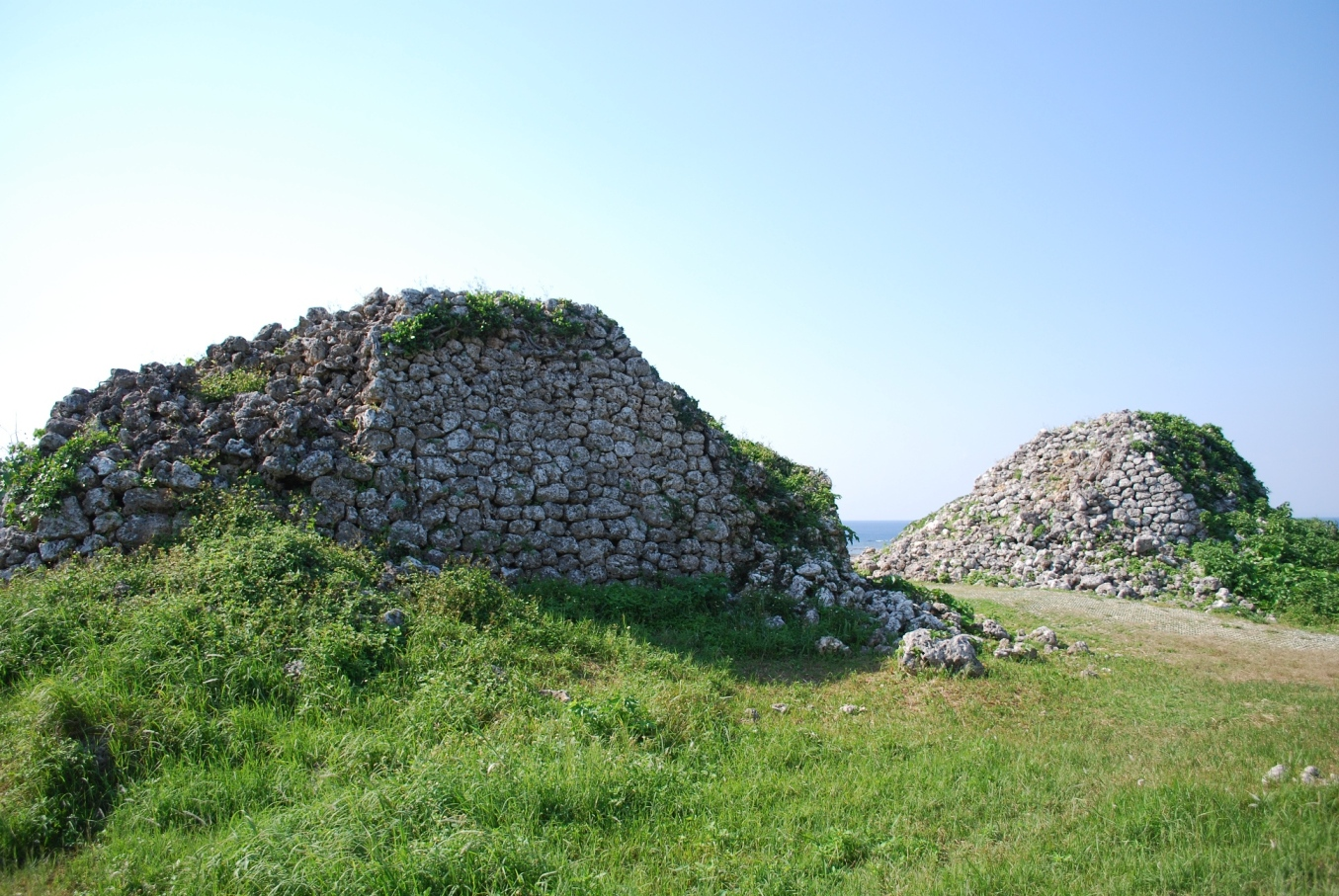
城門
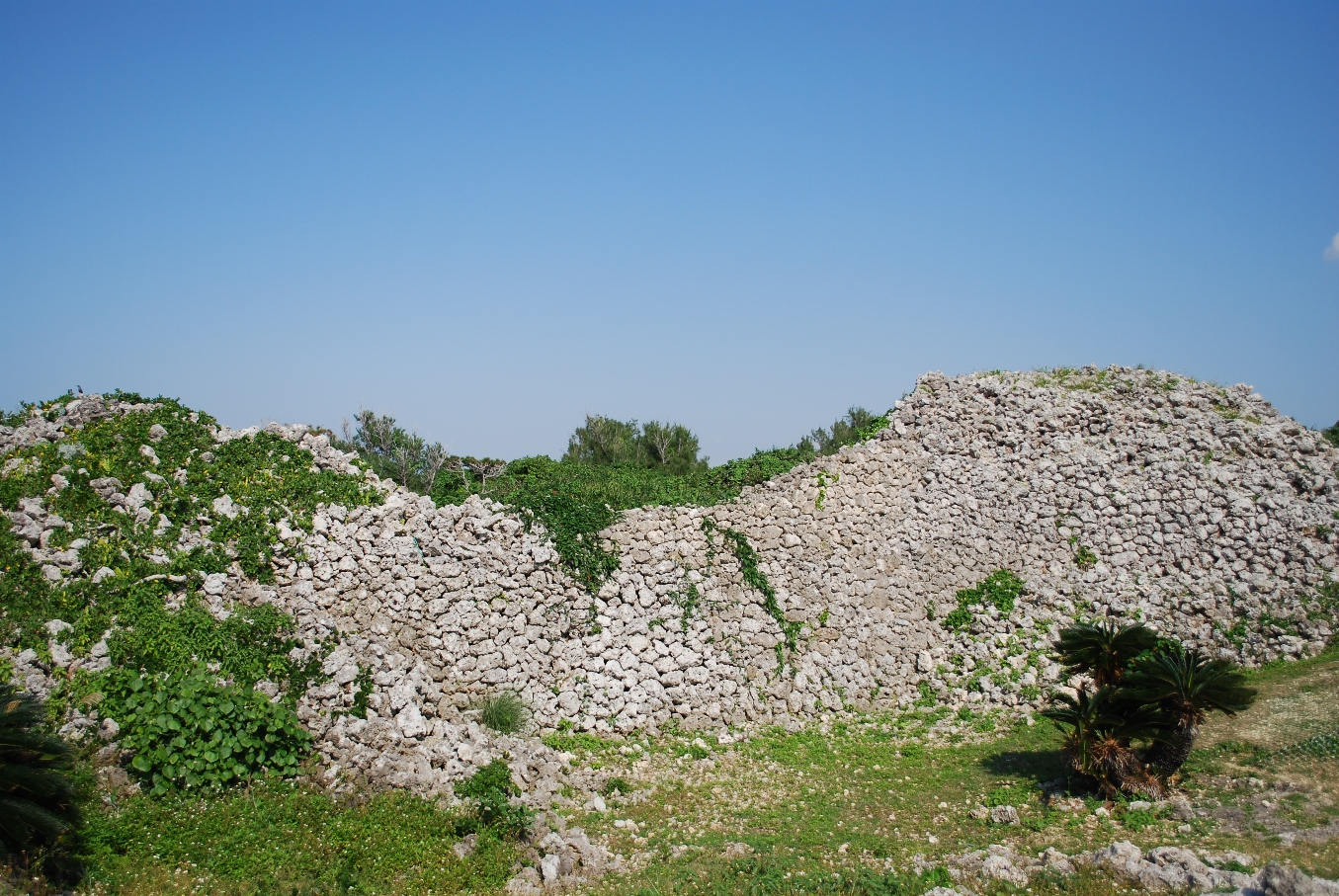
城門（海側）
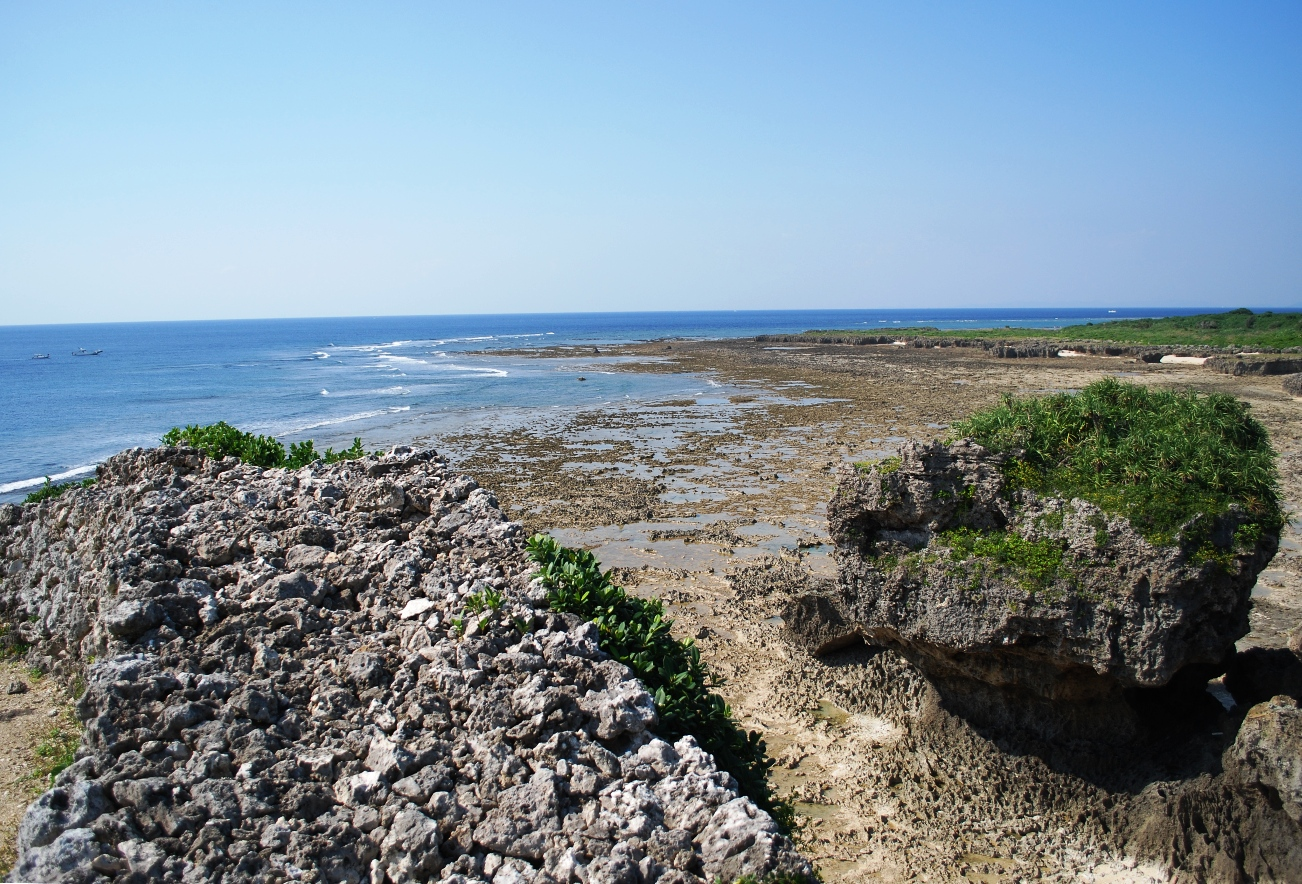
城壁からの眺望
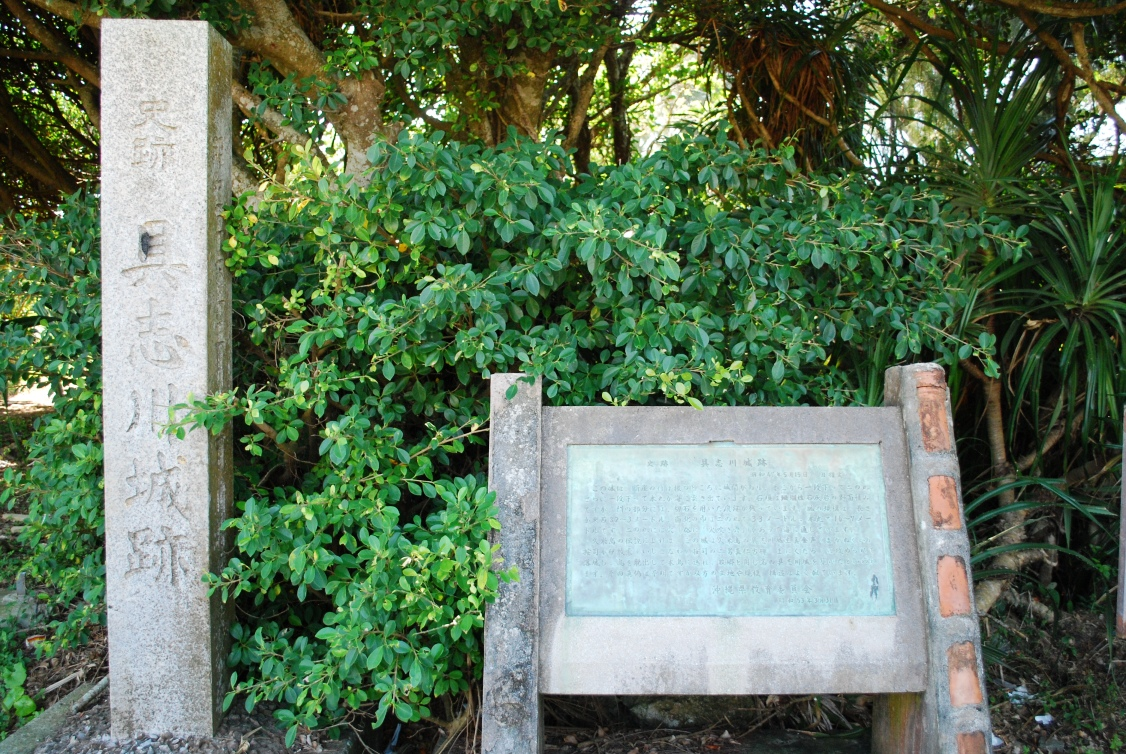
具志川城跡入口